# Mesqan jezik
Mesqan jezik (masqan, meskan; ISO 639-3: mvz), južnoetiopski jezik, šire etiopske skupine, kojim govori 25 000 ljudi (2002) u zoni Gurage u Regiji Južnih naroda, narodnosti i etničkih grupa, Etiopija. 
Nekad je bio obuhvaćen pod imenom zapadni guarage zajedno s jezicima inor [ior] i sebat bet gurage [sgw]. Glavna sela u kojima se govori ovaj jezik su Mikayelo, Mesqan i Hudat.
Pripadnici etničke grupe zovi se Mesqan.

## Vanjske poveznice
- Ethnologue (14th)
- Ethnologue (15th)